# Сидорёнки
Сидорёнки — упразднённая деревня в Вохомском районе Костромской области России. Входила в состав Лапшинского сельского поселения.
Упразднена в 2024 году.

## География
Деревня находится в северо-восточной части Костромской области, в подзоне южной тайги, на расстоянии приблизительно 14 километров (по прямой) к северо-западу от посёлка Вохмы, административного центра района. Абсолютная высота — 188 метров над уровнем моря.

### Климат
Климат характеризуется как умеренно континентальный, с продолжительной холодной зимой и коротким умеренно тёплым летом. Средняя температура воздуха самого холодного месяца (января) — −13,7 °C (абсолютный минимум — −41,5 °C); самого тёплого месяца (июля) — 17,4 °C (абсолютный максимум — 32 °С). Годовое количество атмосферных осадков — 550—650 мм, из которых большая часть выпадает в тёплый период. Снежный покров устанавливается в середине ноября и держится до середины апреля. Господствующими ветрами являются южный и юго-западный.

## Население
| 2008 | 2010 | 2014 |
| ---- | ---- | ---- |
| 0    | →0   | →0   |